# Gerhard Spangenberg (Architekt)

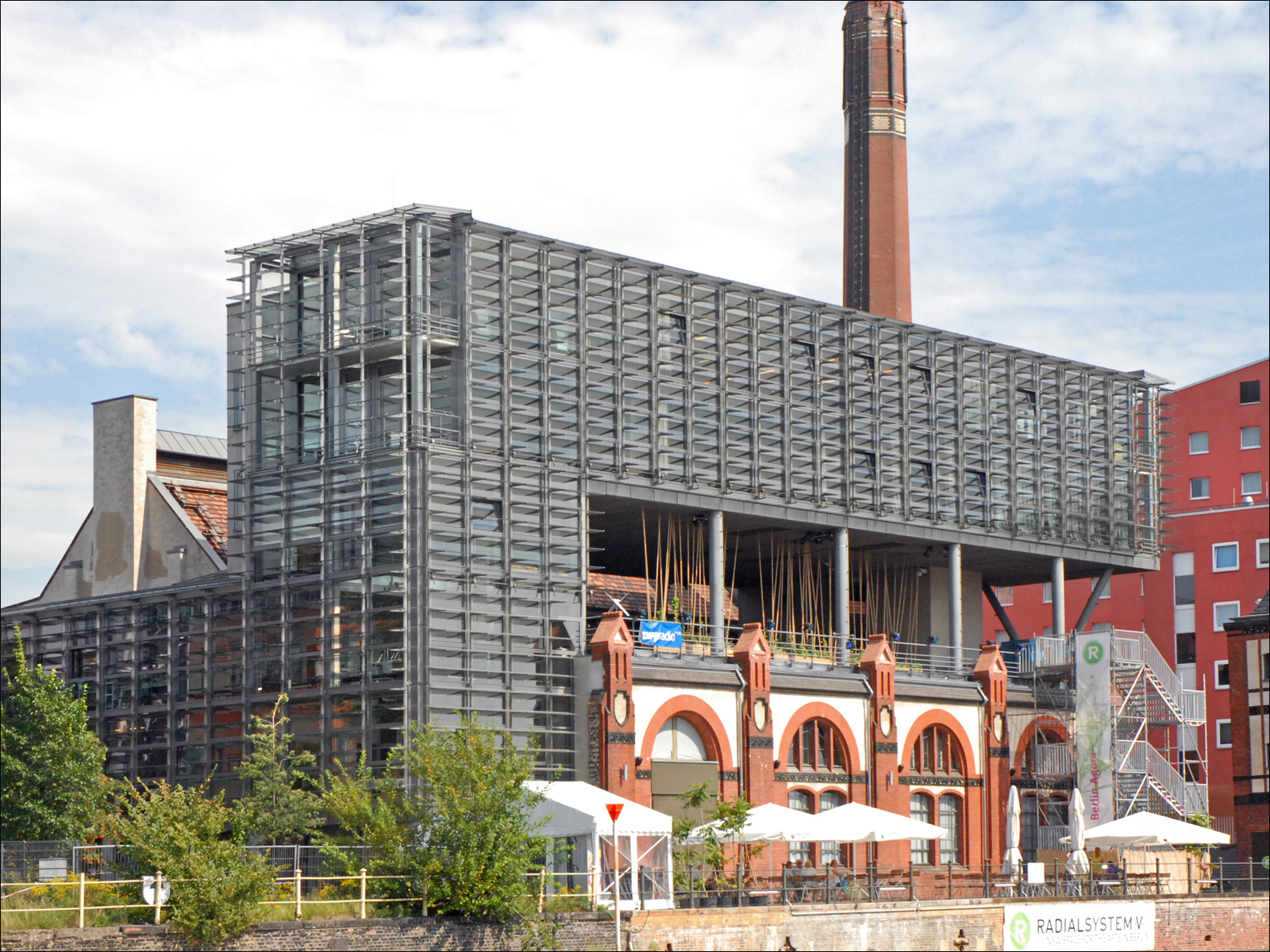
Kulturzentrum Radialsystem, Berlin-Friedrichshain, 2004–2006

Gerhard Spangenberg (* 1940 in Hamburg) ist ein deutscher Architekt, der in Berlin lebt und arbeitet.

## Leben
Von 1961 bis 1968 studierte Spangenberg das Fach Architektur an der Technischen Universität Berlin. Nach dem Studium war er von 1968 bis etwa 1975 Teil der Gruppe Planungskollektiv Nr. 1. In der zweiten Hälfte der 1970er Jahre arbeitete Spangenberg an Projekten gemeinsam mit Jürgen Sawade, danach bildete er eine Bürogemeinschaft mit dem Architekten Dieter Frowein. Aus diesem Büro schied Frowein wieder aus, er wurde als Professor an die Hochschule Trier berufen. Seit den späten 1980er Jahren betreibt Spangenberg sein eigenes Architekturbüro ohne Dieter Frowein; seit 2015 besteht eine Projektpartnerschaft mit Felix Partzsch.

## Werk
Die frühen Projekte von Spangenberg und Frowein sind für ihren behutsamen Umgang mit bestehender Bausubstanz bekannt. In den S-Bahn-Bögen am Savignyplatz in Berlin-Charlottenburg richtete er die Buchhandlung Bücherbogen ein, die dort bis heute besteht. Von 1979 bis 1982 arbeiteten Spangenberg und Frowein an der Sanierung und Erweiterung der Bauten für die St.-Jacobi-Kirchengemeinde in Berlin-Kreuzberg. Ein bemerkenswertes Projekt aus dieser Zeit ist der Umbau eines Parkhauses zur Kindertagesstätte in der Dresdener Straße, Berlin-Kreuzberg, 1982, im Rahmen der Internationalen Bauausstellung 1987 (IBA 87). Der Kita-Umbau war eine Zusammenarbeit mit Dieter Frowein.
Ebenfalls mit Frowein plante Spangenberg eine Wohnbebauung für die IBA 87, in der Alten Jakobstraße in Berlin-Kreuzberg (1984–1986). Dieses Haus ist Teil eines denkmalgeschützten Ensembles. Präsent im Berliner Stadtbild ist das Gebäude, das Spangenberg als Redaktionsgebäude für die TAZ plante (1988–1992). Er und Brigitte Steinkilberg erhielten für diesen Entwurf 1992 eine Auszeichnung bei der Verleihung des Architekturpreises Berlin. 1989–1991 leitete Spangenberg die Modernisierung der Tagesspiegel-Gebäude in der Potsdamer Straße. 1992–1998 plante Spangenberg Erweiterungsbauten des Klärwerks in Waßmannsdorf.
Das größte und bekannteste Gebäude, das in Berlin nach einem Entwurf von Spangenberg errichtet wurde, ist das Hochhaus der Allianz in Berlin-Treptow (1994–1998). Ab 1994 plante Spangenberg die Instandsetzung des Alten Stadthauses in Berlin-Mitte. Seine Umbauplanung wurde zwischen 1996 und 1998 ausgeführt. In Berlin-Friedrichshain wurde gemäß den Plänen Spangenbergs ein altes Abwasserpumpwerk zum Kulturzentrum Radialsystem umgebaut und erweitert (2004–2006). Das sogenannte Exzenterhaus in Bochum, welches die Form einer senkrecht stehenden Nockenwelle besitzt, bauten Spangenberg und Partzsch 2004–2013.

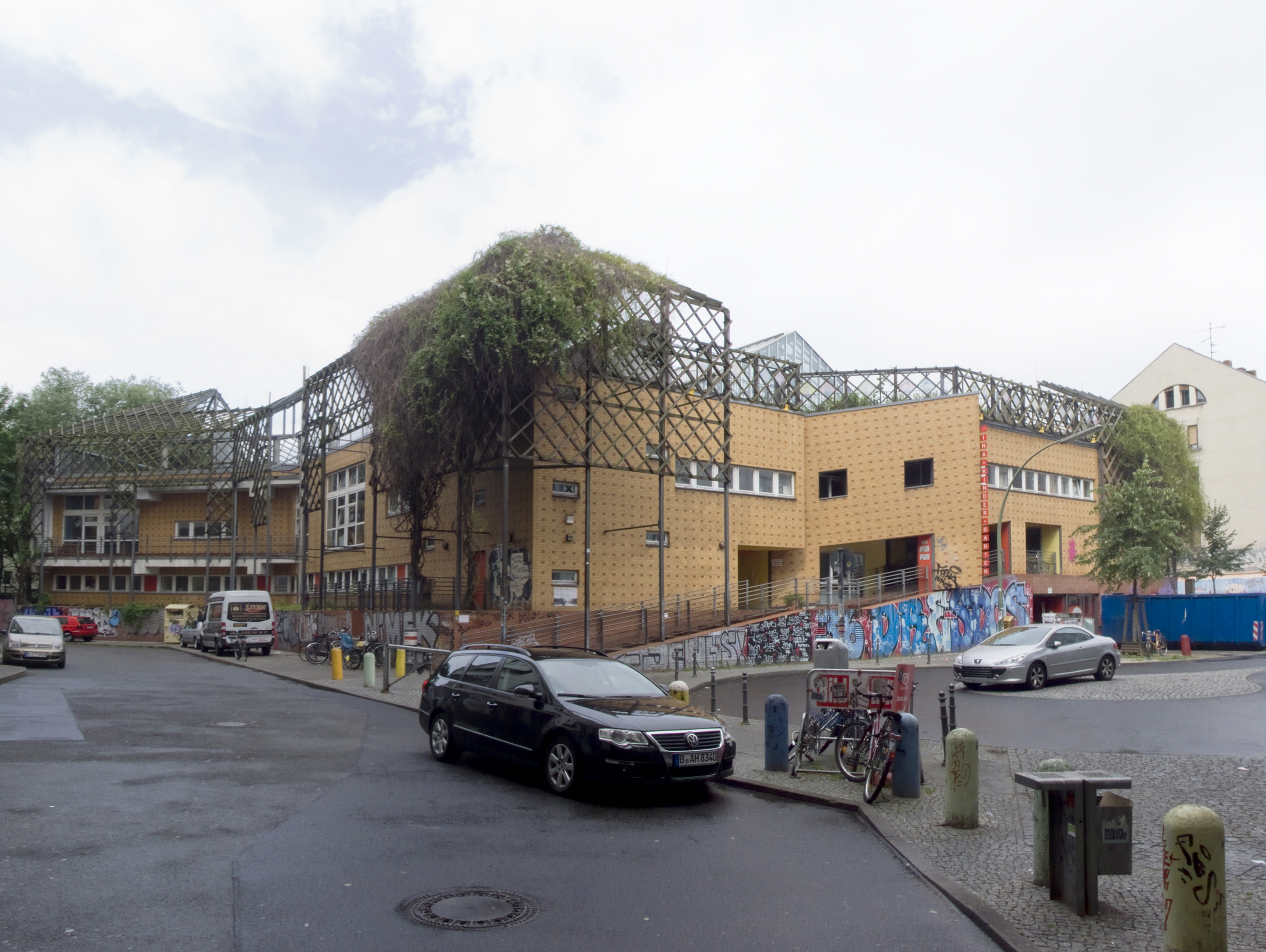
Kindertagesstätte im ehemaligen Parkhaus Dresdener Straße, Berlin-Kreuzberg
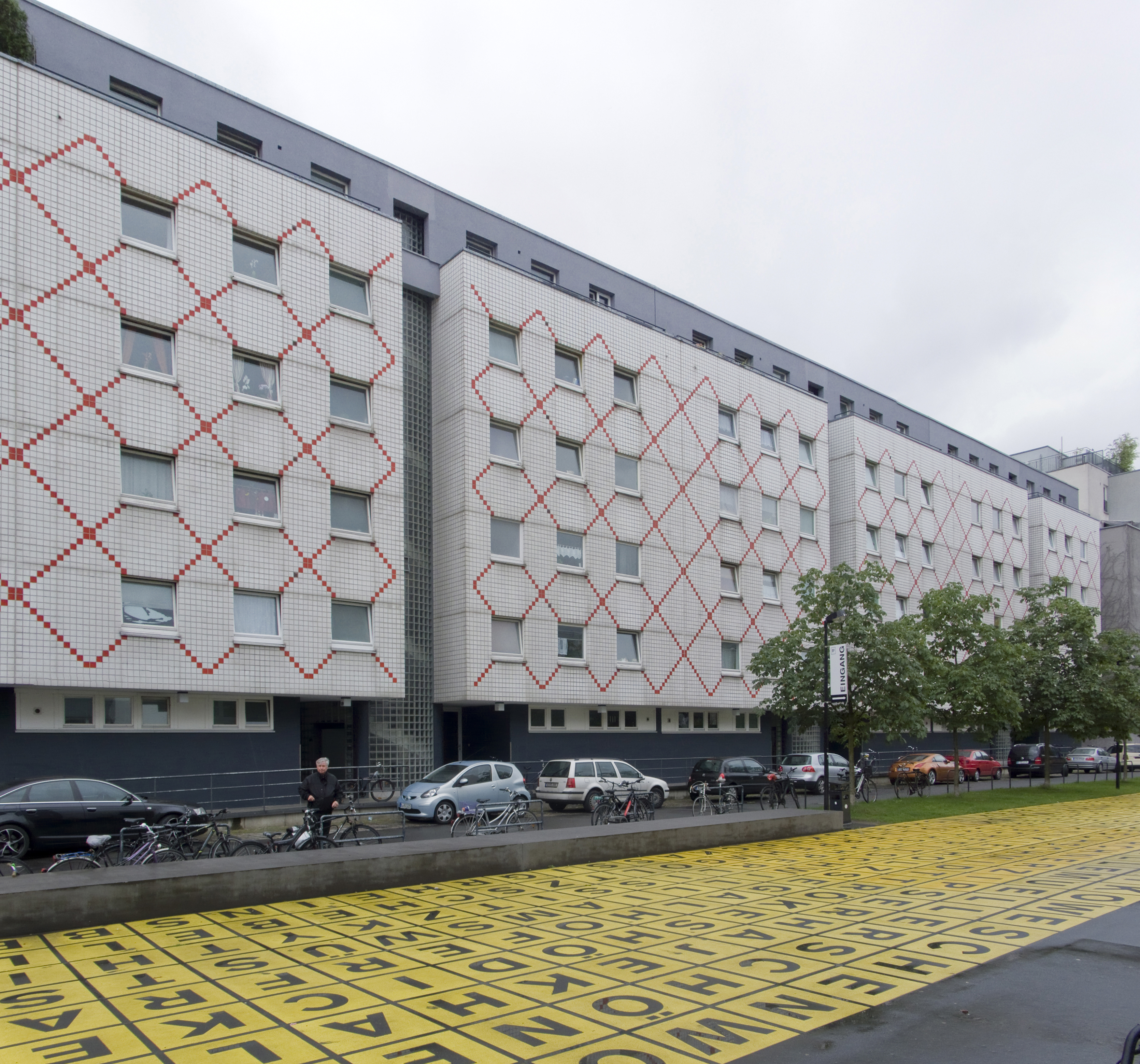
IBA-Wohnbebauung in Berlin-Kreuzberg, Spangenberg und Frowein
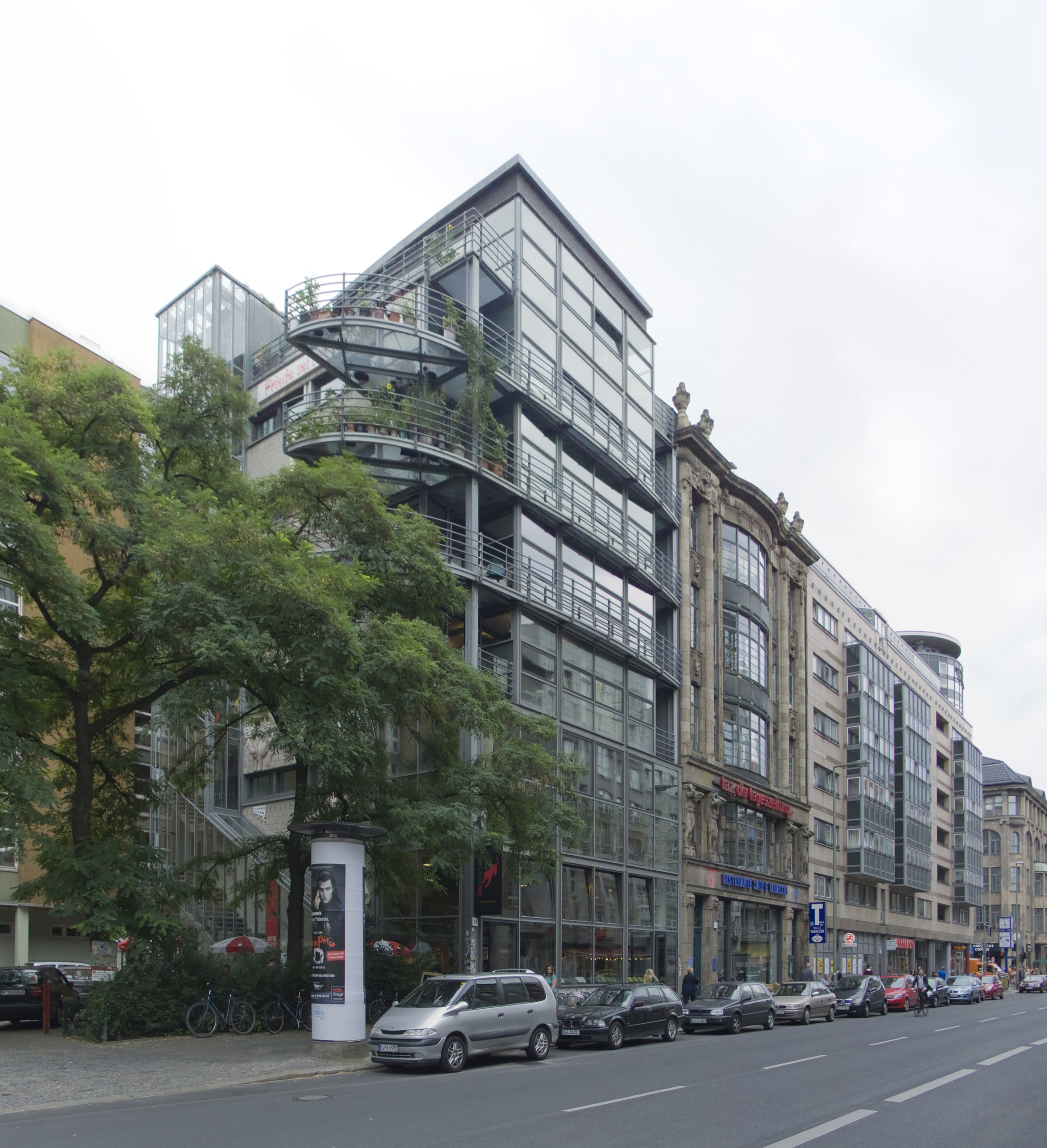
TAZ-Gebäude
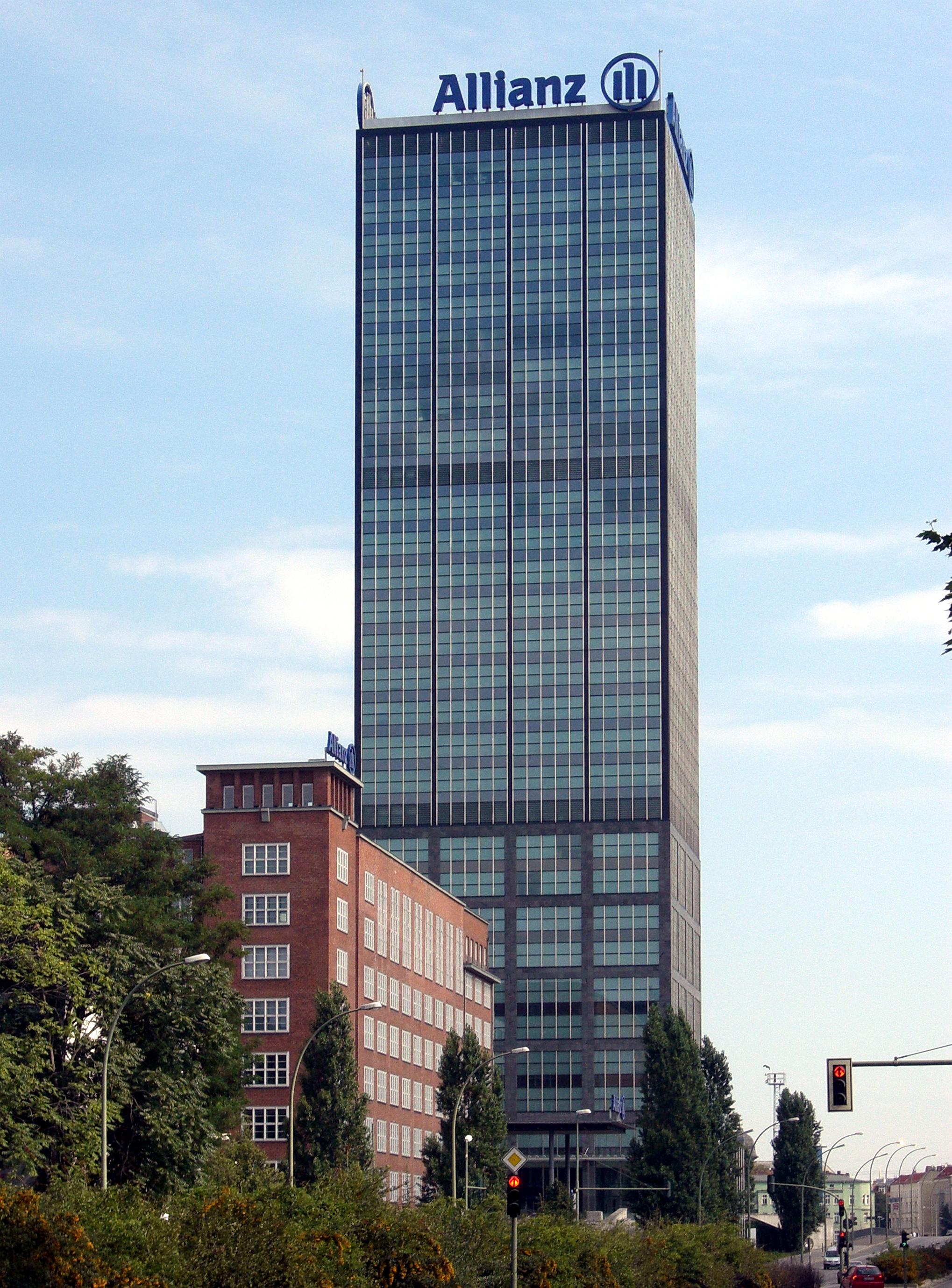
Allianz-Hochhaus, Treptowers, 1994–1998
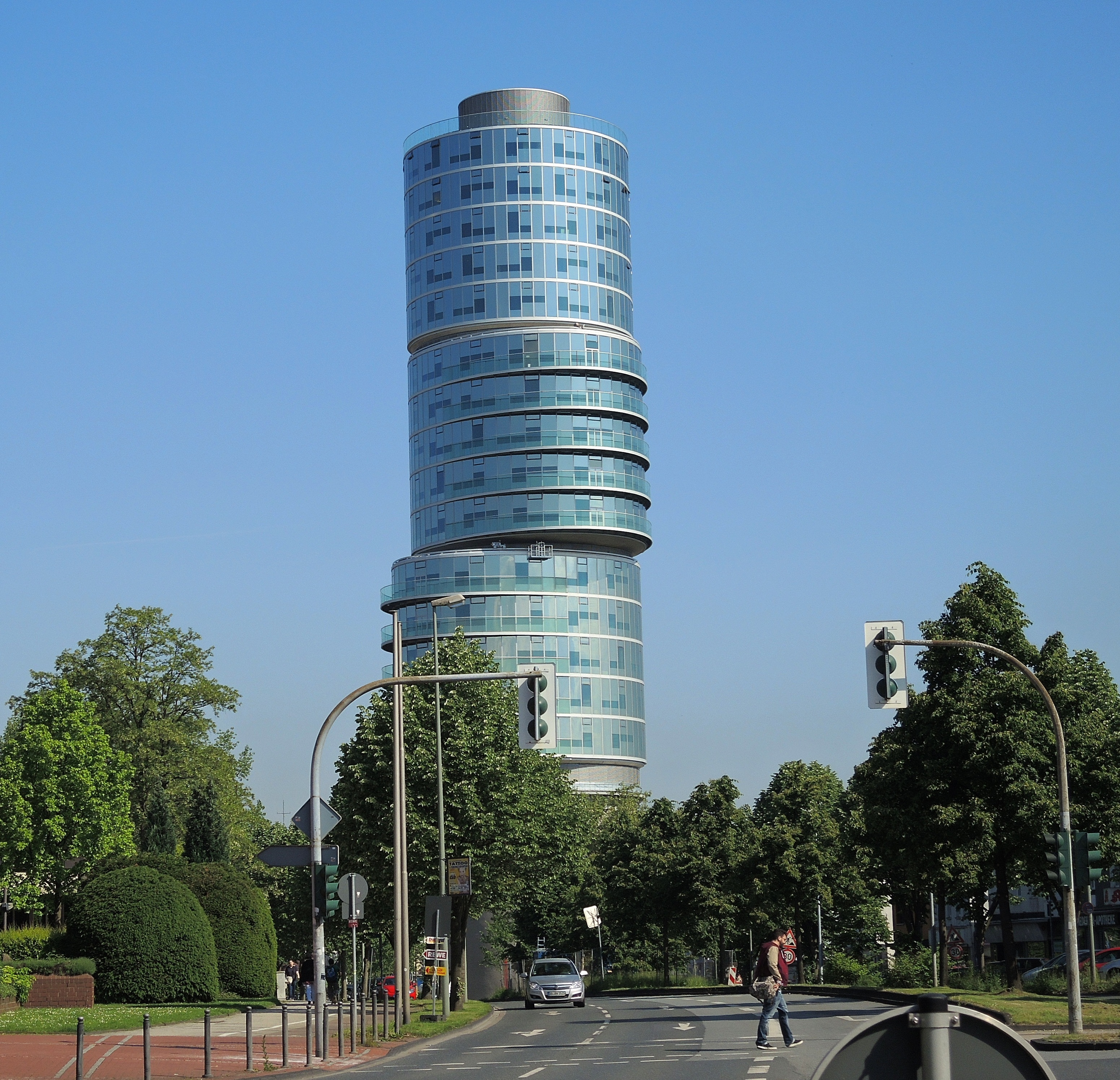
Exzenterhaus Bochum